# René Jacquet
René-Jean Jacquet, o più semplicemente René Jacquet (Bordeaux, 27 giugno 1933 – Reims, 21 luglio 1993), è stato un calciatore francese, di ruolo portiere.

## Palmarès
- Campionato francese: 2

Stade Reims: 1957-1958, 1959-1960
- Coppa di Francia: 1

Stade Reims: 1957-1958